# كرة السجن

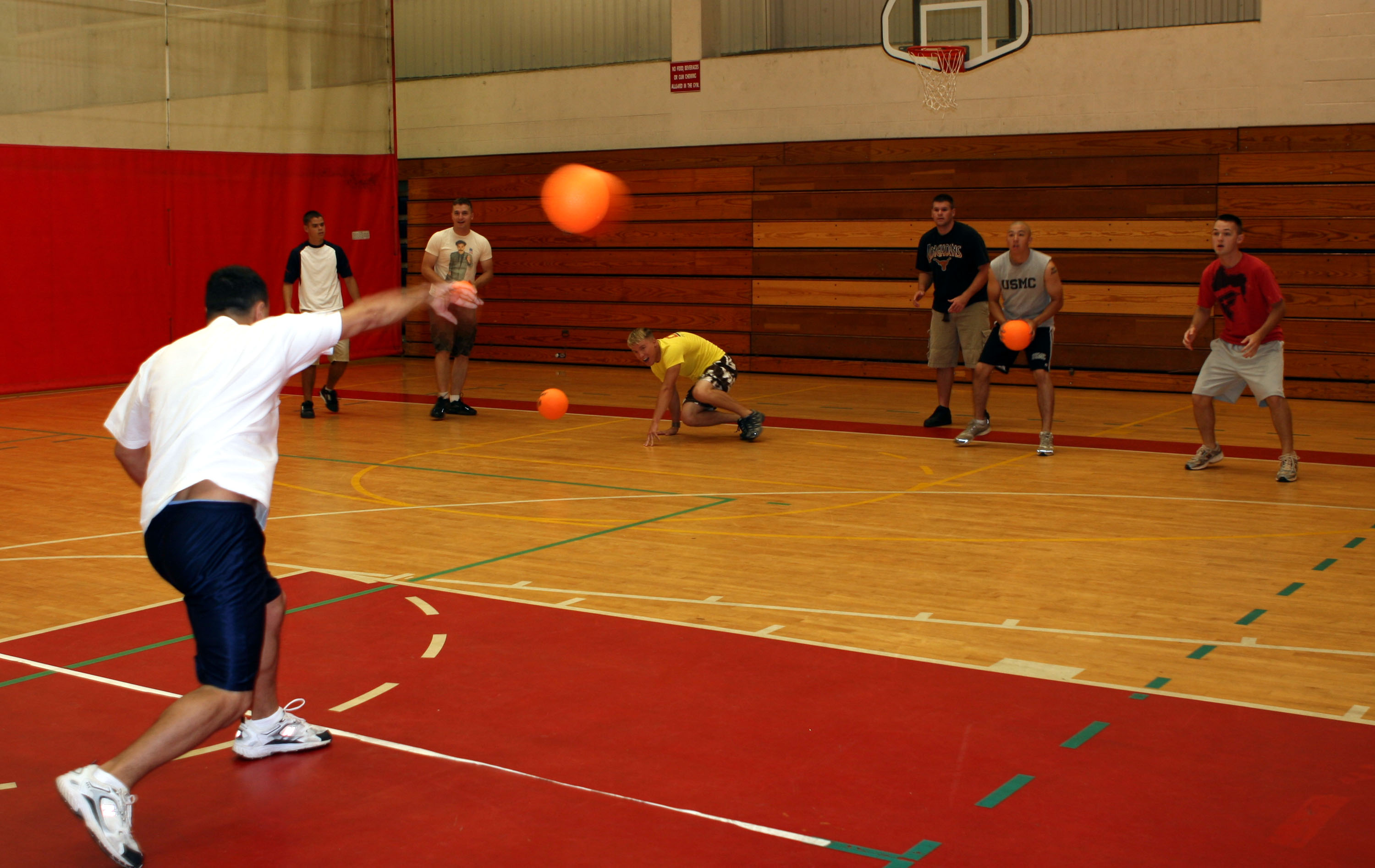
كرة السجن

كرة السجن (بالإنكليزية: Prisonball) أو كرة الشعب (بالألمانية: Völkerball) أو كرة المناورة الألمانية أو الجرمانية هي لعبة تُلعب كلعب كرة المناورة الأصلية، لكن اللاعب الذي يُضرب فيها يوضع في سجن خلف الفريق المنافس. لتحريره من السجن يحتاج اللاعب إلى الحصول على تمريرة من زميل له في الفريق أثناء وجوده في منطقة السجن المحددة. تختلف طريقة إطلاق سراح السجناء حسب المنطقة. يظل السجناء خلف الفريق المنافس حتى انتهاء اللعبة أو إطلاق سراحهم وفقًا للقواعد الحالية.